# Вострецовское сельское поселение
Вострецовское се́льское поселе́ние — сельское поселение в Красноармейском районе Приморского края.
Административный центр — село Вострецово.

## История
Статус и границы сельского поселения установлены Законом Приморского края от 9 августа 2004 года № 137-кз «О Красноармейском муниципальном районе»

## Население
| 2010  | 2011  | 2012  | 2013  | 2014  | 2015  | 2016  |
| ----- | ----- | ----- | ----- | ----- | ----- | ----- |
| 1386  | ↘1381 | ↘1335 | ↗1346 | ↘1332 | ↘1325 | ↗1332 |
| 2017  | 2018  | 2019  | 2020  | 2021  |       |       |
| ↘1314 | ↘1230 | ↘1152 | ↘1125 | ↗1153 |       |       |

## Состав сельского поселения
В состав сельского поселения входят 2 населённых пункта:
| № | Населённый пункт | Тип населённого пункта       | Население |
| - | ---------------- | ---------------------------- | --------- |
| 1 | Вострецово       | село, административный центр | ↘1142     |
| 2 | Незаметное       | село                         | ↘39       |

## Местное самоуправление
Администрация
Адрес: 692181, с. Вострецово, ул. Постышева, 3. Телефон: 8 (42359) 26-4-83
Глава администрации
- Прохорова Наталья Викторовна